# Rowland Langmaid
Rowland John Robb Langmaid R. A. (1 de diciembre de 1897 - Málaga, 11 de febrero de 1956) fue un marino, grabador, artista y artista bélico británico.

## Vida
Langmaid nació en el seno de una familia de la Marina en Vancouver y estudió arte marítimo con William Lionel Wyllie.

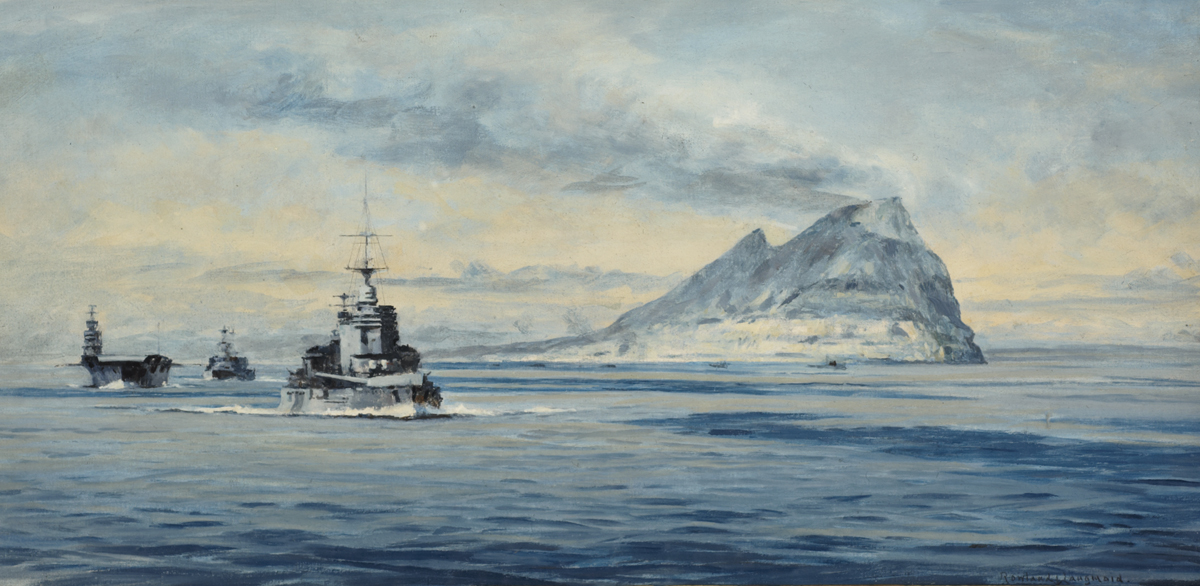
Fuerza H frente a Gibraltar de Rowland Langmaid.

Se unió a la Marina Real britiánica en 1910 y se entrenó en la Isla de Wight. Sus habilidades artísticas le llevaron a dibujar desembarcos en los Dardanelos, donde sirvió a bordo del acorazado HMS Agamemnon. Se retiró en 1922 para pintar. Reanudó sus estudios en la Real Academia de Arte y en el Royal College of Art. Gozó de cierta popularidad y realizó exposiciones en Londres, Nueva York y París.
En la Segunda Guerra Mundial regresó con el grado de teniente comandante y fue artista bélico en Alejandría. Fue conocido por ilustrar el poema de Ronald Arthur Hopwood titulado Las leyes de la Marina (véase ilustración). El poema data de 1896, cuando fue escrito por Hopgood para burlarse de las organizaciones. Lleno de cinismo y humor, el poema fue recreado en mamparos y tanto el poema como la ilustración de Langmaid fueron aplaudidos por Eeyore Smith.
Langmaid fue el artista bélico oficial del comandante en jefe de la Flota del Mediterráneo de 1941 a 1943.
En 1956, murió cerca de Málaga, en la costa sur de España  y fue enterrado en el Cementerio Inglés de Málaga.

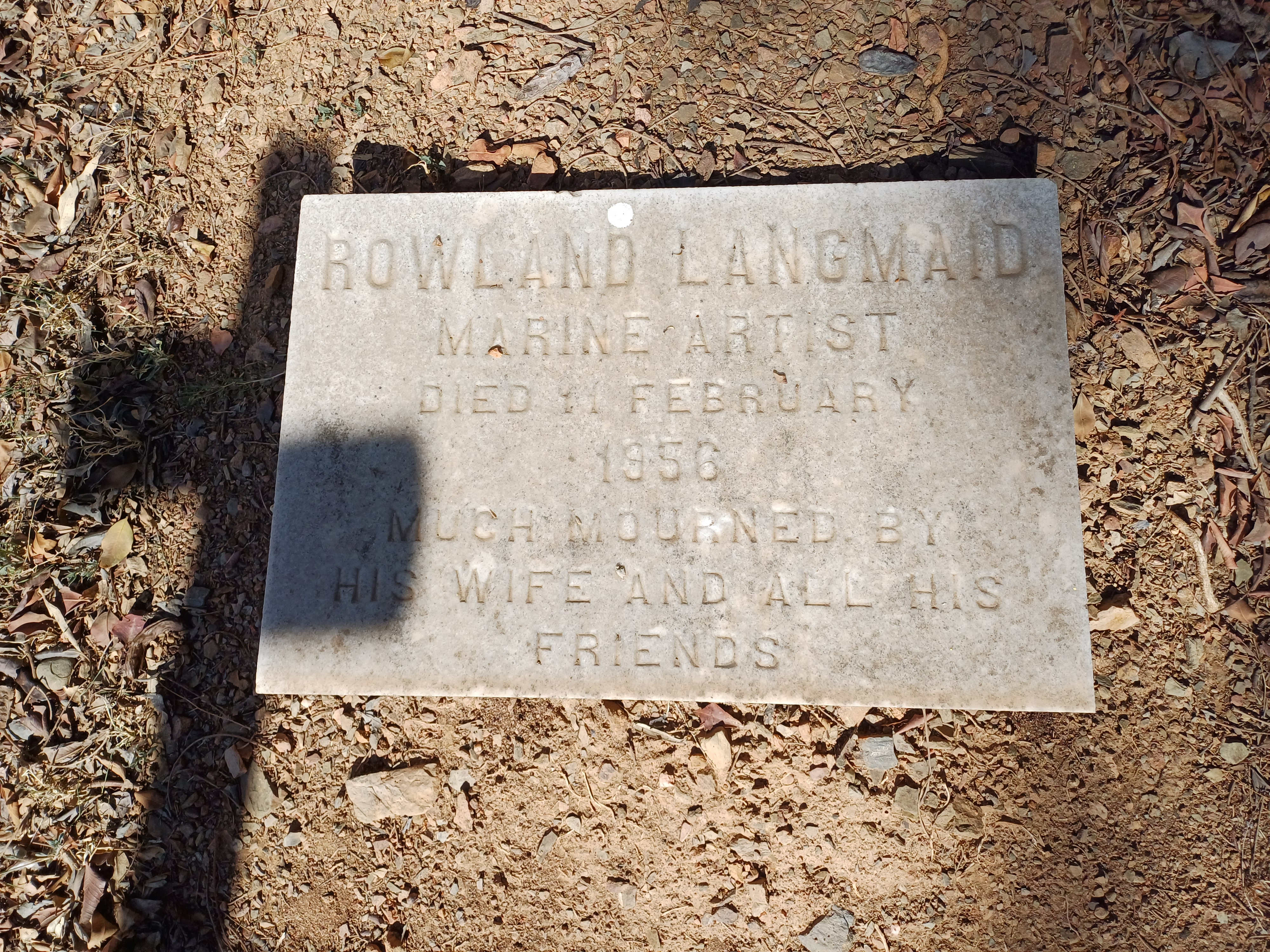
Lápida de Rowland Langmaid en el Cementerio Inglés de Málaga.